# إليسيو فيريرا مارسيانو
إليسيو فيريرا مارسيانو (بالبرتغالية: Elizeu Ferreira Marciano‏) (21 أكتوبر 1979 في ساو باولو في البرازيل – )؛ هو لاعب كرة قدم كان يلعب كمدافع.

## وصلات خارجية
- إليسيو فيريرا مارسيانو على موقع رابطة كرة القدم اليابانية للمحترفين (اليابانية)
- إليسيو فيريرا مارسيانو على موقع قاعدة بيانات كرة القدم.إي يو (الإنجليزية)
- إليسيو فيريرا مارسيانو على موقع Soccerway.com (الإنجليزية)
- إليسيو فيريرا مارسيانو على موقع عالم كرة القدم.نت (الإنجليزية)